# Erizzo von Vallombrosa

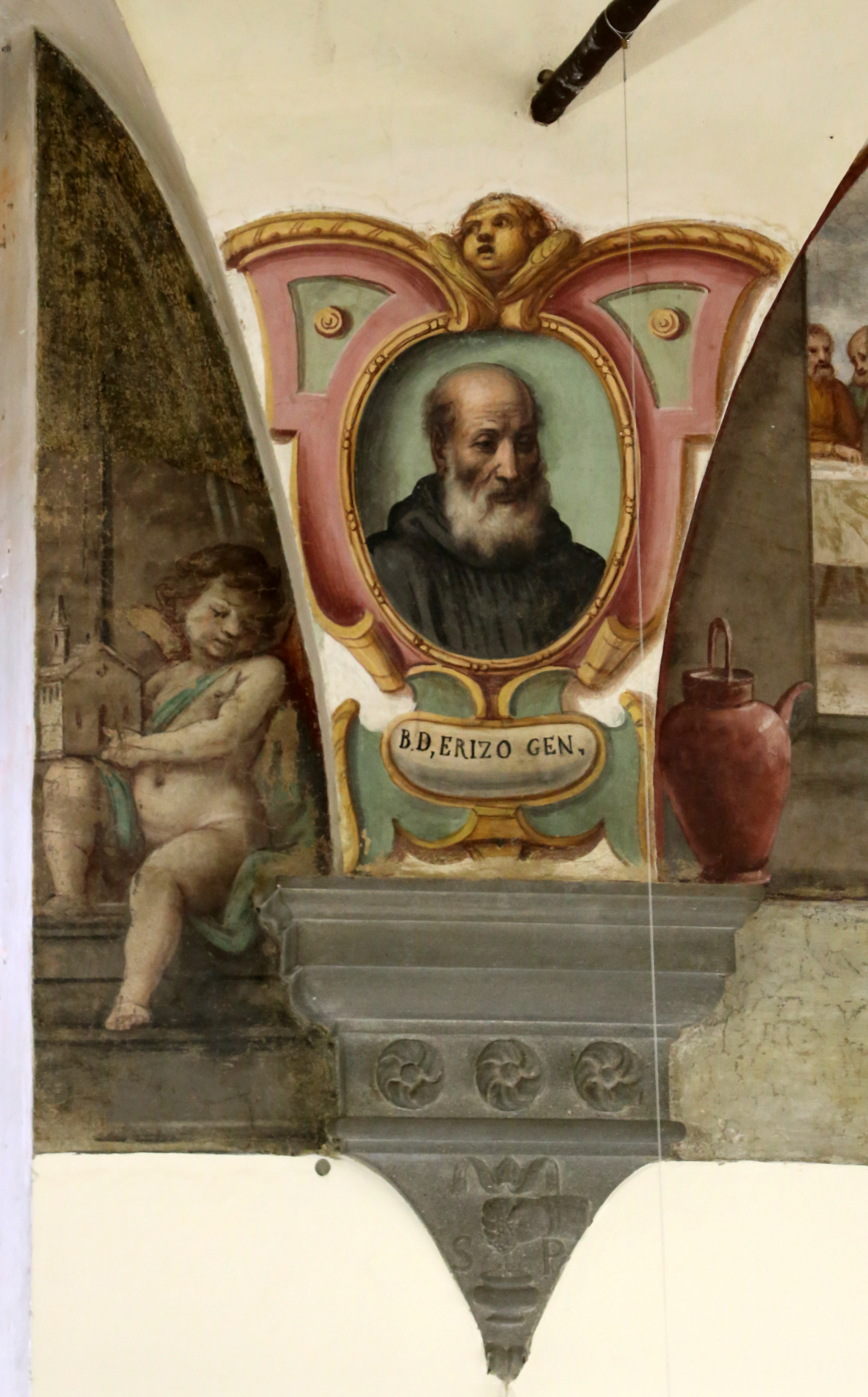
Erizzo von Vallombrosa

Erizzo von Vallombrosa OSBVall, auch Erizso, Ericusa oder Ericius, (* um 1000 in Florenz; † 9. Februar 1084 in Vallombrosa bei Reggello) war der vierte Generalabt der Vallombrosaner. Er war der erste Schüler des Ordensgründers Johannes Gualbertus.
Erizzo gehörte 1039 zu den ersten Mönchen, die zusammen mit dem Ordensgründer Johannes Gualbertus eine neue Ordensgemeinschaft im Kloster Vallombrosa begründeten. Johannes Gualbertus ernannte ihn zum Dekan des Klosters Vallombrosa. Nach dem Tode Gualbertus’ wurde er 1076 Abt des Klosters Vallombrosa.
Er starb am 9. Februar 1084 in Vallombrosa und wurde dort begraben. Das Grab mit neun weiteren Ordensbrüdern wurde im Jahre 1600 wieder aufgefunden, ihre Verehrung als Selige oder Heilige wurde jedoch nie vom Vatikan offiziell anerkannt.